# Бонини
Бонини (словен. Bonini) — поселення в общині Копер, Регіон Обално-крашка, Словенія. Висота над рівнем моря: 116,2 м.